# Énoe (Lócrida)
Énoe (en griego antiguo: Οἰνεών), era una ciudad de los locros ozolios, al este de Naupacto, que poseía un puerto y un recinto sagrado de Zeus Nemeo, donde se dice que fue asesinado Hesíodo. Fue desde este lugar desde donde Demóstenes partió en su expedición a Etolia en 426 a. C., y al que regresó con el resto de sus fuerzas. Se encuentra en Klima Efpalio/Magoula.